# Ornament-Taggecko
Der Ornament-Taggecko (Phelsuma ornata) ist eine kleine farbenfrohe Geckoart, die endemisch auf Mauritius und einigen kleinen Inseln nahe der mauritischen Küste verbreitet ist. Der Ornament-Taggecko ist tagaktiv und ernährt sich von Nektar, Pollen und kleinen Insekten.

## Beschreibung
Ornament-Taggeckos werden 10–13 cm lang. Auch nach dem Erreichen der Geschlechtsreife wachsen die männlichen Tiere noch. Der Rücken ist grün-blau mit roten Punkten. Von anderen mauritischen Taggeckos ist der Ornament-Taggecko durch das charakteristische rote T auf seinem Kopf zu unterscheiden. Ein weiteres Unterscheidungsmerkmal sind die braun-schwarzen Streifen neben weißen Streifen, die an den Augen beginnen und über den Nacken verlaufen. Das Muster der männlichen Tiere ist farbenfroher, wohingegen die Weibchen insgesamt etwas gräulicher wirken.
In einer Feldstudie wurde gezeigt, dass die Ornament-Taggeckos auf den kleinen Küsteninseln um Mauritius (Round Island, Flat Island, Îlot Gabriel, Gunner’s Coin, Île aux Aigrettes und Île aux Bénitiers) etwas größer sind als auf der Hauptinsel. Eine Erklärung für den Inselgigantismus könnte sein, dass auf diesen Inseln weniger Arten vorkommen, die mit den Ornament-Taggeckos um Ressourcen konkurrieren. Bei Aggressionen unter Artgenossen ist es von Vorteil, möglichst groß zu sein.

## Lebensweise
Ornament-Taggeckos kommen vor allem in warmen, trockenen Inselhabitaten (wie der Palmensavanne auf Round Island) und im Küstenbereich auf der mauritischen Hauptinsel bis zu 300 m über dem Meeresspiegel vor.
Man findet Ornament-Taggeckos meist auf blütentragenden Pflanzen, weil die Geckos von Nektar, Pollen und fressbaren Insekten, die wie sie selbst die Blüten besuchen, angelockt werden. Dadurch wirken die Geckos als Bestäuber endemischer mauritischer Pflanzen. Wie wichtig die Rolle der Ornament-Taggeckos bei der Bestäubung im Zusammenspiel mit Insekten und Vögeln ist, ist jedoch noch Gegenstand der Forschung.
In Experimenten mit Ornament-Taggeckos stellte sich heraus, dass sie farbigen Nektar gegenüber transparentem Nektar vorziehen. Während transparenter Nektar weit verbreitet ist, ist farbiger Nektar eine Besonderheit dreier mauritischer Pflanzenarten, unter anderem Nesocodon mauritianus und Trochetia boutoniana. Vermutlich dient der farbige Nektar der Pflanze als Signal an ihre Bestäuber. Den Geckos erlaubt der Farbton, die vorhandene Menge Nektar abzuschätzen, schon bevor sie die Blüte aufsuchen.

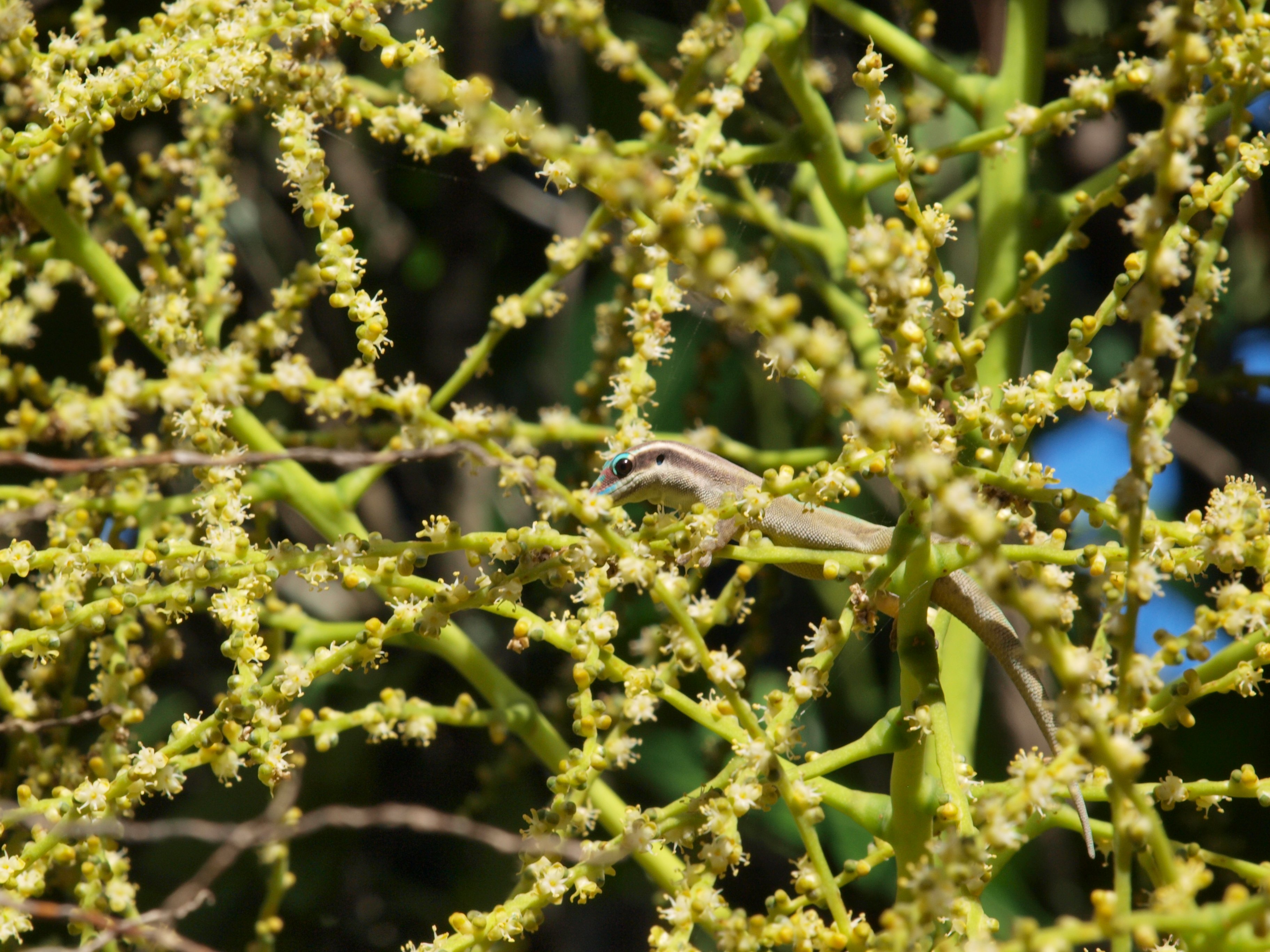
Ein Ornament-Taggecko sucht die Blüten einer Flaschenpalme auf

## Evolutionsgeschichte
Der gemeinsame Vorfahr der vier endemischen Phelsuma-Arten, die heute auf Mauritius vorkommen, gelangte vermutlich vor etwa 4,2–5,1 Millionen Jahren auf treibendem pflanzlichem Material von Madagaskar nach Mauritius. Vor etwa 1,1 Millionen Jahren ergab sich eine Linie von Mauritius nach Réunion, aus der der nächste Verwandte von Phelsuma ornata hervorging: Phelsuma inexspectata. Phelsuma inexspectata ist heute endemisch auf der Insel Réunion.
Die mauritische Geckoart Phelsuma guimbeaui, die auf einheimischen Bäumen entlang von Gewässerläufen im Flachland im Westen der Insel vorkommt, ist wiederum der nächste Verwandte von Phelsuma ornata und Phelsuma inexspectata.

## Gefährdung
Durch den Tierhandel wurde in den 1990er Jahren auf Mauritius der Große Madagaskar-Taggecko eingeführt, er verbreitete sich unkontrolliert in Wohngegenden. Da er ein ähnliches Habitat wie die auf Mauritius einheimischen Geckoarten beansprucht, wird er momentan mit deren Rückgang in Verbindung gebracht.